# 埃肯弗德
埃肯弗德（發音：[ɛkɐnˈføːɐ̯də] ⓘ）是德国石勒苏益格-荷尔斯泰因州伦茨堡-埃肯弗德县的城市，曾是埃肯弗德县的县治，面积21.38平方千米，2023年12月31日人口为21,620人。

## 友好城市
埃肯弗德与以下城市结为友好城市：
- 英国 馬格斯菲特（1953年—2010年）[4]
- 瑞典 海斯勒霍尔姆（1958年）
- 坦桑尼亚 坦噶（1963年）
- 丹麦 纳克斯考（英语：Nakskov）（1969年—2007年）[5]
- 波蘭 布熱格（1989年）
- 德国 比措（1990年）